# Poecilanthe hostmannii
Poecilanthe hostmannii là một loài thực vật có hoa trong họ Đậu. Loài này được (Benth.) Amshoff miêu tả khoa học đầu tiên.